# 영덕고등학교 (경기)
영덕고등학교(靈悳高等學校)는 대한민국 경기도 수원시 영통구 영통동에 있는 공립 고등학교이다.

## 학교 연혁
- 1998년 1월 15일 : 영덕고등학교 보통과 12학급 설립(총 36학급)
- 1998년 3월 1일 : 초대 최인자 교장 부임
- 1998년 3월 4일 : 제1회 신입생 입학(573명)
- 2001년 2월 7일 : 제1회 졸업(535명)
- 2024년 1월 5일 : 제24회 졸업(327명, 누계 12,723명)
- 2024년 3월 1일 : 제11대 조영범 교장 부임
- 2024년 3월 4일 : 12학급 입학(327명)

## 참고 자료
- 영덕고등학교 - 한국교육학술정보원 학교알리미